# 니와 다이키
니와 다이키(일본어: 丹羽 大輝, 1986년 1월 16일 ~ )는 일본의 축구 선수이다. 수비 진영 모든 곳에서 활약하지만, 주로 뛰는 포지션은 센터백이다. 2022년 현재 스페인 세군다 디비시온 RFEF의 세스타오 리베르 클루브에서 활약하고 있다. 친형인 니와 게이스케는 격투기 선수이다.

## 구단 경력

### 성장기 ~ 감바 오사카
니와 다이키는 고향인 가와치나가노시의 난카다이(南花台) JSC에서 축구를 시작하였으며, 중학생이 되고 난 후 감바 오사카의 하부 유소년 팀에 입단하였다. 2001년 정식 유소년 팀으로 승격하였으며, 고등학교 1학년 때 일본 U-15 대표로 발탁되었다. 2002년 AFC U-19 축구 선수권 대회에 출전하여, 대회 베스트 11에 선정되었다.
2004년 고등학교 졸업 후, 감바 오사카 성인 팀에 합류하였다. 그러나 니와는 2006년까지 출장 기회를 받지 못했다.

#### 도쿠시마 보르티스 (임대)
2007년 J리그 디비전 2의 도쿠시마 보르티스로 1년간 임대 이적하였다. 3월 3일 J2리그 개막전 에히메 FC와의 경기에 출전하여 데뷔전을 치렀으며, 도움을 기록하기도 하였다. 5월 20일 베갈타 센다이와의 경기에서는 프로 무대 첫 득점을 올렸다. 니와 다이키는 도쿠시마에서 수비형 미드필더로 출장하였으며, 총 45경기에 출전하였다.

#### 오미야 아르디자 (임대)
2008년 초, J리그 디비전 1의 오미야 아르디자로 6개월 간 임대 이적하였다. 그러나 나비스코 컵 2경기 출장한 것을 제외하고는 출장하지 못했다.

#### 아비스파 후쿠오카 (임대)
2008년 8월 J리그 디비전 2의 아비스파 후쿠오카로 임대 이적하였다. 이적 후 첫 경기에서 센터백으로 출장하였으며, 헤더로 선제골을 기록하기도 하였다. 이후 꾸준히 센터백으로 출장하였다.
2009년 후쿠오카는 니와 다이키에 대한 1년 임대 연장을 요청했다. 2009 시즌 동안 니와는 후쿠오카의 주전 센터백으로 활약하였다. 2010년 임대는 1년이 재차 연장되었으며, 팀의 주장으로 선정되었다. 이 시즌에 후쿠오카는 J리그 디비전 1으로 승격하는 데에 성공하였다. 2011년에 임대가 또 다시 연장되며, 니와는 후쿠오카에서 3년간 임대로 활약하게 되었다. 자신의 J1 데뷔전을 포함하여 총 30경기에 출전하였다. 그러나 팀은 17위를 기록하며, 1년 만에 J2로 다시 강등되었다.

#### 감바 오사카로의 복귀
2012년 니와는 6년만에 감바 오사카로 복귀하였다. 이 시즌동안 니와는 풀백으로 기용되었다. 그러나 이 시즌에 감바 오사카는 리그 최다 득점을 기록하고도, 수비에 문제점을 드러내며 역사상 최초로 강등되고 말았다. 하지만 니와는 2013년에도 꾸준히 출장하였고, 팀을 다시 J1으로 올려놓는 데 성공하였다. 이 시즌에 니와는 감바에서의 첫 득점을 기록하기도 하였다. 2014년에도 주전 수비수로 활약하였으며, 팀의 대회 3관왕(J리그, 천황배, J리그컵)에 공헌하였다.
J1리그 2017 시즌에 들어서 주전에 밀린 니와는 이적을 결심하였다.

### 산프레체 히로시마
2017년 여름, 니와는 산프레체 히로시마로 완전 이적하였다.

### FC 도쿄
2018시즌 여름 이적시장에서 FC 도쿄로 이적했다.

## 국가대표팀 경력
2015년 6월 18일 2018년 FIFA 월드컵 아시아 지역 예선 싱가포르전을 대비해 일본 국가대표팀에 선발되었다. 8월 9일 2015년 동아시아컵 중국전에 출전하여, A매치 데뷔전을 가졌다. 그는 국제 A매치 통산 2경기에 출전했다.

## 통계

### 구단
| 시즌       | 구단              | 등번호     | 디비전     | 리그 | 리그 | FA컵 | FA컵 | 리그컵 | 리그컵 | 대륙대회 | 대륙대회 | 총합 | 총합 |
| 일본       | 일본              | 일본       | 일본       | 출전 | 득점 | 출전 | 득점 | 출전   | 득점   | 출전     | 득점     | 출전 | 득점 |
| ---------- | ----------------- | ---------- | ---------- | ---- | ---- | ---- | ---- | ------ | ------ | -------- | -------- | ---- | ---- |
| 2004       | 감바 오사카       | 25         | J1         | 0    | 0    | 0    | 0    | 0      | 0      | -        | -        | 0    | 0    |
| 2005       | 감바 오사카       | 25         | J1         | 0    | 0    | 0    | 0    | 0      | 0      | -        | -        | 0    | 0    |
| 2006       | 감바 오사카       | 25         | J1         | 0    | 0    | 0    | 0    | 0      | 0      | 0        | 0        | 0    | 0    |
| 2007       | 도쿠시마 보르티스 | 17         | J2         | 45   | 1    | 2    | 0    | -      | -      | -        | -        | 47   | 1    |
| 2008       | 오미야 아르디자   | 26         | J1         | 0    | 0    | -    | -    | 2      | 0      | -        | -        | 2    | 0    |
| 2008       | 아비스파 후쿠오카 | 27         | J2         | 9    | 1    | 1    | 0    | -      | -      | -        | -        | 10   | 1    |
| 2009       | 아비스파 후쿠오카 | 27         | J2         | 35   | 1    | 2    | 0    | -      | -      | -        | -        | 37   | 1    |
| 2010       | 아비스파 후쿠오카 | 6          | J2         | 35   | 1    | 4    | 1    | -      | -      | -        | -        | 39   | 2    |
| 2011       | 아비스파 후쿠오카 | 6          | J1         | 30   | 0    | 0    | 0    | 1      | 0      | -        | -        | 31   | 0    |
| 2012       | 감바 오사카       | 5          | J1         | 14   | 0    | 0    | 0    | 1      | 0      | 3        | 0        | 34   | 0    |
| 2013       | 감바 오사카       | 5          | J2         | 25   | 2    | 2    | 1    | -      | -      | -        | -        | 27   | 3    |
| 2014       | 감바 오사카       | 5          | J1         | 25   | 2    | 5    | 0    | 5      | 0      | -        | -        | 35   | 2    |
| 2015       | 감바 오사카       | 5          | J1         | 34   | 0    | 4    | 0    | 1      | 0      | 11       | 0        | 50   | 0    |
| 2016       | 감바 오사카       | 5          | J1         | 28   | 0    | 2    | 0    | 5      | 1      | 3        | 0        | 38   | 1    |
| 2017       | 감바 오사카       | 5          | J1         | 5    | 0    | 1    | 0    | -      | -      | 0        | 0        | 6    | 0    |
| 2017       | 산프레체 히로시마 | 40         | J1         |      |      |      |      |        |        | 1        | 0        | 1    | 0    |
| 일본 통산  | 일본 통산         | 일본 통산  | J1         | 136  | 2    | 16   | 0    | 15     | 2      | 17       | 0        | 189  | 4    |
| 일본 통산  | 일본 통산         | 일본 통산  | J2         | 149  | 6    | 11   | 2    | -      | -      | -        | -        | 160  | 8    |
| 커리어통산 | 커리어통산        | 커리어통산 | 커리어통산 | 285  | 8    | 26   | 2    | 15     | 2      | 17       | 0        | 345  | 12   |

## 국가대표팀
| 일본 | 일본 | 일본 |
| 연도 | 출전 | 득점 |
| ---- | ---- | ---- |
| 2015 | 2    | 0    |
| 통산 | 2    | 0    |

## 수상

### 구단

#### 감바 오사카 유소년 팀
- J-유스 컵 : 2002 (우승)

#### 감바 오사카
- J1리그 : 2005, 2014 (우승)
- J2리그 : 2013 (우승)
- 천황배 : 2014, 2015 (우승)
- J리그컵 : 2014 (우승)
- 슈퍼컵 : 2015 (우승)

### 개인
- AFC U-19 축구 선수권 대회 베스트 11 : 2002